# Pic des Singes
Le pic des Singes est un sommet du Nord de l'Algérie, au nord-ouest de la ville de Béjaïa en Petite Kabylie. Il est situé au cap Carbon dans l'Atlas tellien, sur la côte méditerranéenne.

## Faune

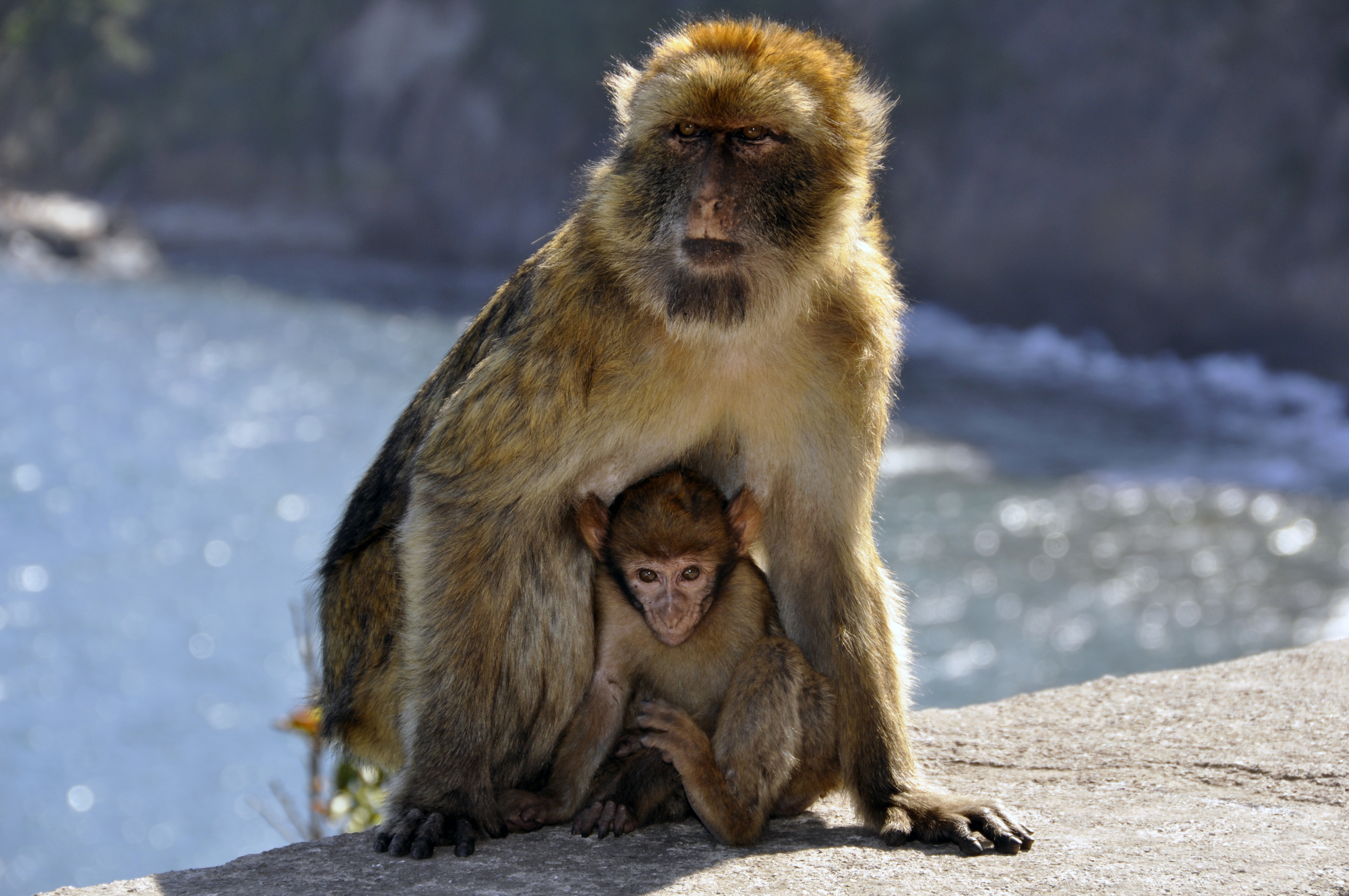
Le macaque de Barbarie.

Cette montagne est l'habitat d'un primate en voie de disparition, le Macaque de Barbarie (Macaca sylvanus). Cette espèce de primate est la seule espèce survivante de son genre en Afrique. Les macaques de Barbarie avaient à l'époque préhistorique une répartition beaucoup plus large qu'aujourd'hui.